# Фоджа, Паскуале
Паскуале Фоджа (итал. Pasquale Foggia; род. 3 июня 1983, Неаполь) — итальянский футболист, левый полузащитник.

## Карьера

### Клубная

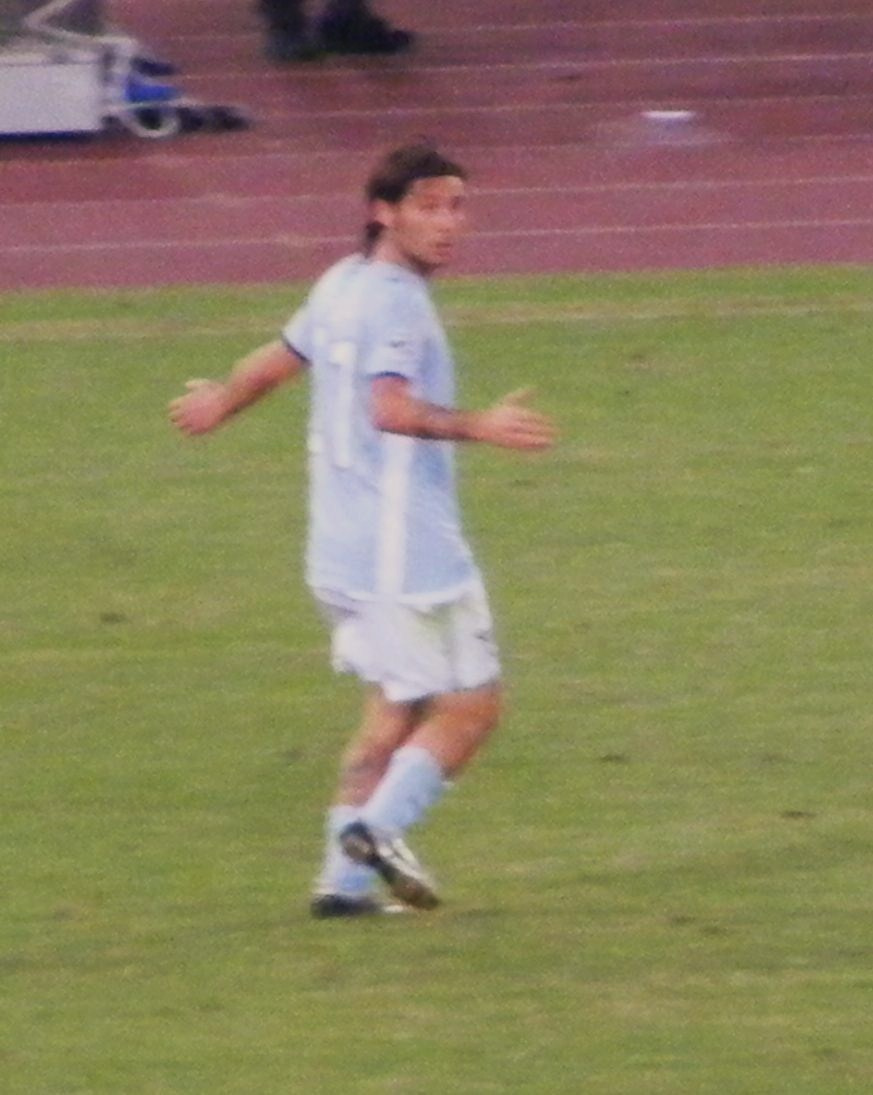
Фоджа в составе «Лацио»

Паскуале Фоджа начал карьеру в детской футбольной команде «Краль Бранко». Оттуда он перешёл в футбольную школу «Падовы». В 1999 году Фоджа был обменян на Роберто Де Дзерби и перешёл в «Милан». В 2000 году Фоджа перешёл в «Тревизо», в составе которого дебютировал в серии В. Затем выступал за клуб ещё два сезона, играя в серии С1, куда выбыл «Тревизо». В 2003 году Фоджа перешёл в «Эмполи», где провёл полтора года. Зимой 2005 года перешёл в «Кротоне», проведя в клубе вторую половину сезона. Затем Фоджа провёл сезон на правах аренды в «Асколи», сыграв в 34 матчах и забив 4 гола.
Летом 2006 года Фоджа возвратился в собственность «Милана», но уже 31 августа был арендован «Лацио». 23 января 2007 года Фоджа был выкуплен «Лацио» как часть сделки за переход в «Милан» Массимо Оддо. После этого Фоджа перешёл на правах аренды в «Реджину», которой помог остаться в серии А. Летом 2007 года Фоджа был арендован «Кальяри» с правом выкупа за 8 млн евро. В составе «Кальяри» Фоджа стал лидером команды и штатным пенальтистом клуба. В частности, он забил два пенальти в ворота «Ювентуса». 24 октября 2007 года Фоджа стал участником конфликта с партнёром по команде Давиде Маркини.
В июне 2008 года Фоджа вернулся в «Лацио», желая выступать за этот клуб. В первом туре чемпионата он забил свой второй гол за римский клуб, поразив ворота своей бывшей команды, «Кальяри». Однако в последующих матчах Фоджа стал выходить на поле только со скамьи запасных. В январе 2009 года в услугах Паскуале заинтересовался питерский «Зенит», но сделка не состоялась. В середине сезона главный тренер команды Делио Росси стал доверять Фодже место в стартовом составе «Лацио», поменяв ради него схему на 4-4-2. 13 мая 2009 года Фоджа выиграл свой первый трофей в карьере — Кубок Италии. 11 июня 2009 года Фоджа продлил контракт с «Лацио» до 2013 года. В начале сезоне 2009/10 Фоджа регулярно появлялся в составе «Лацио», но после получения травмы, из-за которой он пропустил полтора месяца, его место в составе было потеряно.
Летом 2010 года Фоджей заинтересовался московский «Спартак», предложивший за трансфер итальянца 10 млн евро.
31 августа 2011 года перешёл в «Сампдорию» на правах годичной аренды с возможным правом выкупа.

### Международная
В 2006 году Фоджа участвовал в молодёжном чемпионате Европы, проходившем в Португалии. Там «Скуадра Адзурра» вылетела уже после группового этапа турнира.
13 октября 2007 года Фоджа дебютировал в составе первой сборной Италии, выйдя на замену во время матча с Грузией. Главный тренер сборной Роберто Донадони также использовал Фоджу в следующей игре против ЮАР.
6 июня 2009 года, спустя два года после вызова в сборную, Фоджа вновь оказался в стане национальной команды: в игре с Северной Ирландией он вышел на поле и забил гол.

## Достижения
- Обладатель Кубка Италии: 2009
- Обладатель Суперкубка Италии: 2009